# Селище (Росія)
Селище (рос. посёлок) — один з видів населених пунктів та адресних об'єктів у Росії.

## Історія та класифікація

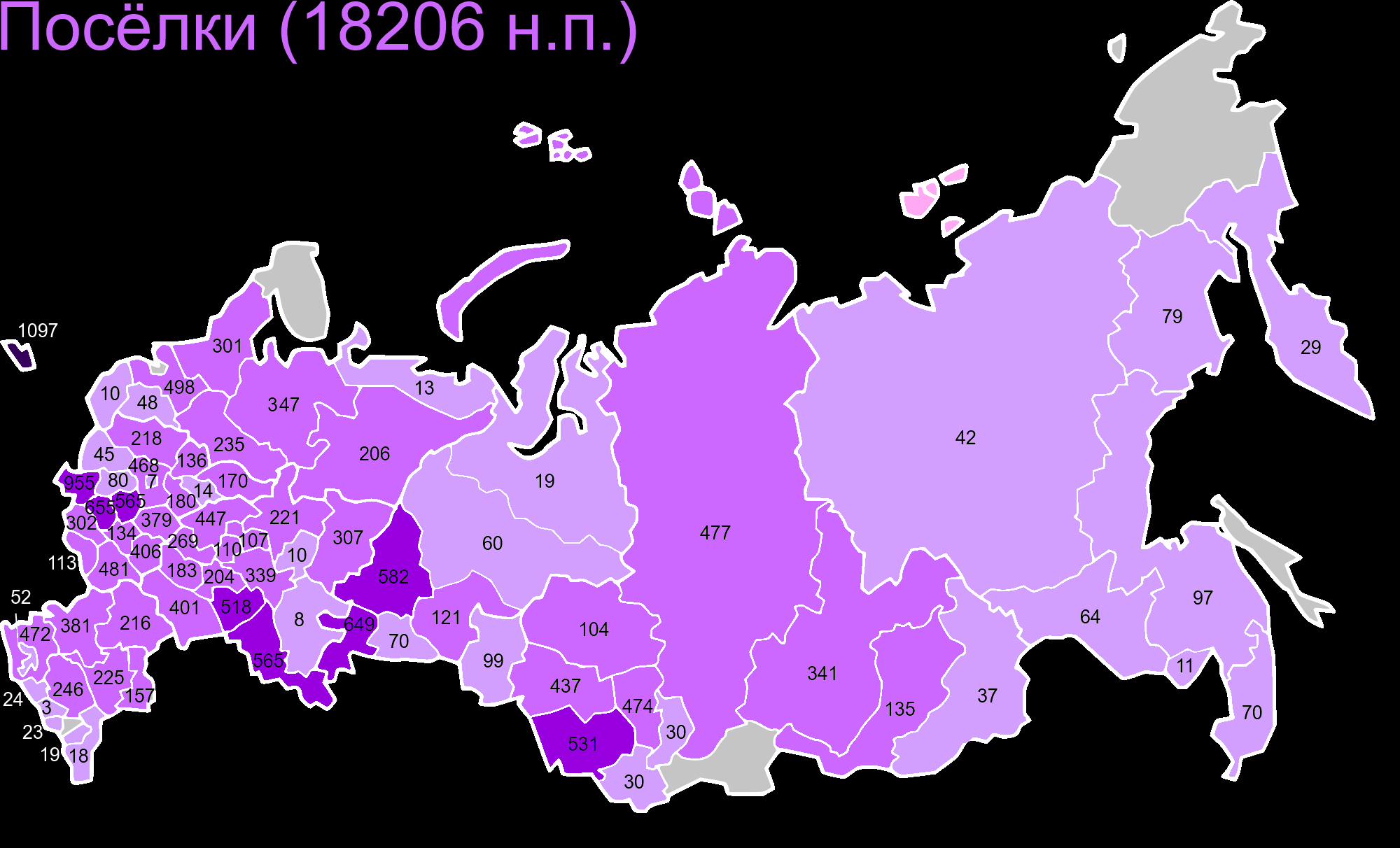
Кількість селищ у Росії за суб'єктами РФ станом на 1 січня 2018

Селище в Російській імперії — населене місце, яке в різних землях (регіонах) мало різні назви підселення, підселок, приселок і селище ( рос. подсе́лье, подсёлок, присёлок и посёлок), і означало поселення людей поблизу будь-якого селища (села або присілка) людьми зі сторони, а якщо з того ж селища, то це був виселок. Утворювався внаслідок межування та підселення селян (відсельних селян) з інших місць або виходу частини землекористувачів з основного селища (села, села). Пізніше ця назва поширилася на інші селища і утворилися для заняття чимось, наприклад, ловом риби на північно-західному узбережжі Каспійського моря (включаючи дельту річки Волга) і хрещених калмиків у Калмицькому степу (наприклад, Бюслюрта, Еліста Болгун та інші). З поверненням Російських земель велика кількість селищ з'явилася на Заході та Півдні Росії під назвою містечко.
Пізніше селище — це невеликий населений пункт, розташований поблизу міста (котеджне селище — зазвичай для постійного або тривалого проживання місцевих жителів, робоче селище — для тривалого проживання робітників біля промислового підприємства або об'єкту будівництва), або далеко від міста (вахтове селище — для короткочасного проживання робітників — зазвичай 15 або 30 днів), основного селища, що виник переважно виділенням від основного населеного пункту (дачне селище — для літнього відпочинку городян, курортне селище — для відпочинку і лікування), або що виник навколо залізничної станції (пристанційне селище), фабрики (фабричний селище), заводу (заводське селище) тощо (станційне селище, селище золотодобувачів та інші).
Селищами також називають відокремлені частини міст, що знаходяться на околицях або поглинені містом, але не зруйновані під час масової забудови. Нерідко до приєднання до міста вони були самостійними адміністративними одиницями. В ієрархії елементів адреси в цьому випадку селище займає проміжне місце між міським районом та вулицею, що нерідко прирівнюється до мікрорайону. У невеликих внутрішньоміських селищах іноді не буває назв вулиць та будинки адресуються за приналежністю до селища. У містах без поділу на округи чи райони саме селища виступають структурними одиницями, причому навіть на рівні адміністрацій (розподіл установ культури, освіти, медицини, соціального обслуговування). Міста Кемеровської області Анжеро-Судженськ, Білово, Кисельовськ, Прокоп'євськ складаються виключно з робітників шахтарських селищ, згрупованих навколо мініатюрного міського центру, розташованого, як правило, біля залізничної станції.
У російському законодавстві немає чіткого визначення поняття «селище» та ознак його відмінності від села. Найчастіше селищами називають невеликі населені пункти, які мали історичну назву хутір, куточок, рибальське та дачне селища тощо. Такі селища зазвичай адміністративно належать до сільської Ради, розташованої в великому селі. Селищем в офіційних документах та в побуті також називають селище міського типу (СМТ), населені пункти, розташовані поблизу міста чи фабрики, заводу тощо. Населення селища, як правило, обмежується до 10 000 осіб.
На відміну від інших населених пунктів, селище може бути сільського або міського типу. Відповідно, у статистичних підрахунках населення селищ сільського типу включається до сільського населення, а селищ міського типу до міського населення.
У складі МФЗ (міст федерального значення)
У складі Санкт-Петербурга селищем (деякі території — містом) називають тип внутрішньоміської території міста федерального значення (також поширена назва: внутрішньоміське муніципальне утворення), такі селища (або міста) не є окремими населеними пунктами, а є колишніми населеними пунктами, що увійшли до складу міста федерального значення.
У складі Москви у межах до 1 липня 2012 року селищами (та селами) називають відокремлені територіальні одиниці районів та відповідних внутрішньоміських територій (муніципальних округів). Історично деякі селища були робітничими селищами. Зазначені географічні об'єкти є скоріше не населеними пунктами, а мікрорайонами, відображеними в ОКАТО та ОКТМО, оскільки сільське населення відсутнє на їхній території. Зворотна ситуація з населеними пунктами на території Троїцького та Новомосковського адміністративних округів, утворених 1 липня 2012 року за допомогою розширення території Москви за рахунок Московської області: абсолютно чітко розрізняються селища (та інші сільські населені пункти), селища міського типу та міста, ці населені пункти окремими винятками, включені до ОКАТО (але в ОКТМО відсутні станом на 2020 рік), і населення на їх території в Росстаті поділяється на сільське та міське.
Населення територій селищ та інших населених пунктів, включених до складу міст федерального значення, вважається населенням міст федерального значення.
Деякі території бувають настільки великі (наприклад, селище Шушари у складі Санкт-Петербурга, 10 650 га — найбільша за площею муніципальне утворення в Санкт-Петербурзі), що поділяються на окремі елементи планувальної структури (простіше кажучи, мікрорайони або ті ж селища у звичайній мови; звідси вираз «селище в селищі») згідно з реєстром назв об'єктів міського середовища на історичні райони та територіальні зони, а згідно зі статутом муніципалітету виділяється також промзона та центральна садиба муніципального утворення.
Класифікація 
| Групи поселення | Міста             | Сільські поселення |
| --------------- | ----------------- | ------------------ |
| Найбільші       | понад 1000        | -                  |
| Великі          | понад 500 до 1000 | понад 5            |
| -//-            | понад 250 до 500  | понад 3 до 5       |
| Великі          | понад 100 до 250  | понад 1 до 3       |
| Середні         | понад 50 до 100   | понад 0,5 до 1     |
| Малі*           | понад 20 до 50    | До 0,5             |
| -//-            | понад 10 до 20    | До 0,2             |
| -//-            | До 10             | До 0,05            |

Примітка:
* До групи малих міст включаються селища міського типу.
У СРСР існували залізничні селища — пристанційні населені пункти, заселені в основному співробітниками залізниці, які обслуговують її, членами їхніх сімей, а також деякою кількістю персоналу, що обслуговує самих жителів (вчителі, продавчиніі і т. д.). Поділялися такі селища на :
- малі — з населенням до 3000 осіб;
- середні — з населенням 3000 — 5000 осію;
- великі — із населенням понад 5000 осіб. Деякі селища згодом розвивалися до міст.